# 産経新聞開発 (東京)
産経新聞開発株式会社（さんけいしんぶんかいはつ、登記社名: 産經新聞開発株式会社）は東京都千代田区にある産業経済新聞社のグループ会社である。

## 沿革
- 1972年12月 - 産経新聞東京本社販売局労政部を分社化し「株式会社サンケイビジネスサービス」として設立。
- 1993年10月 - 株式会社産経新聞ピーアールと合併し、現在の社名となる。
- 1994年4月 - 旅行部門「サンケイツアーズ」を設置。
- 2003年8月 - 株式会社ティーエスピーと合併。